# Balneari

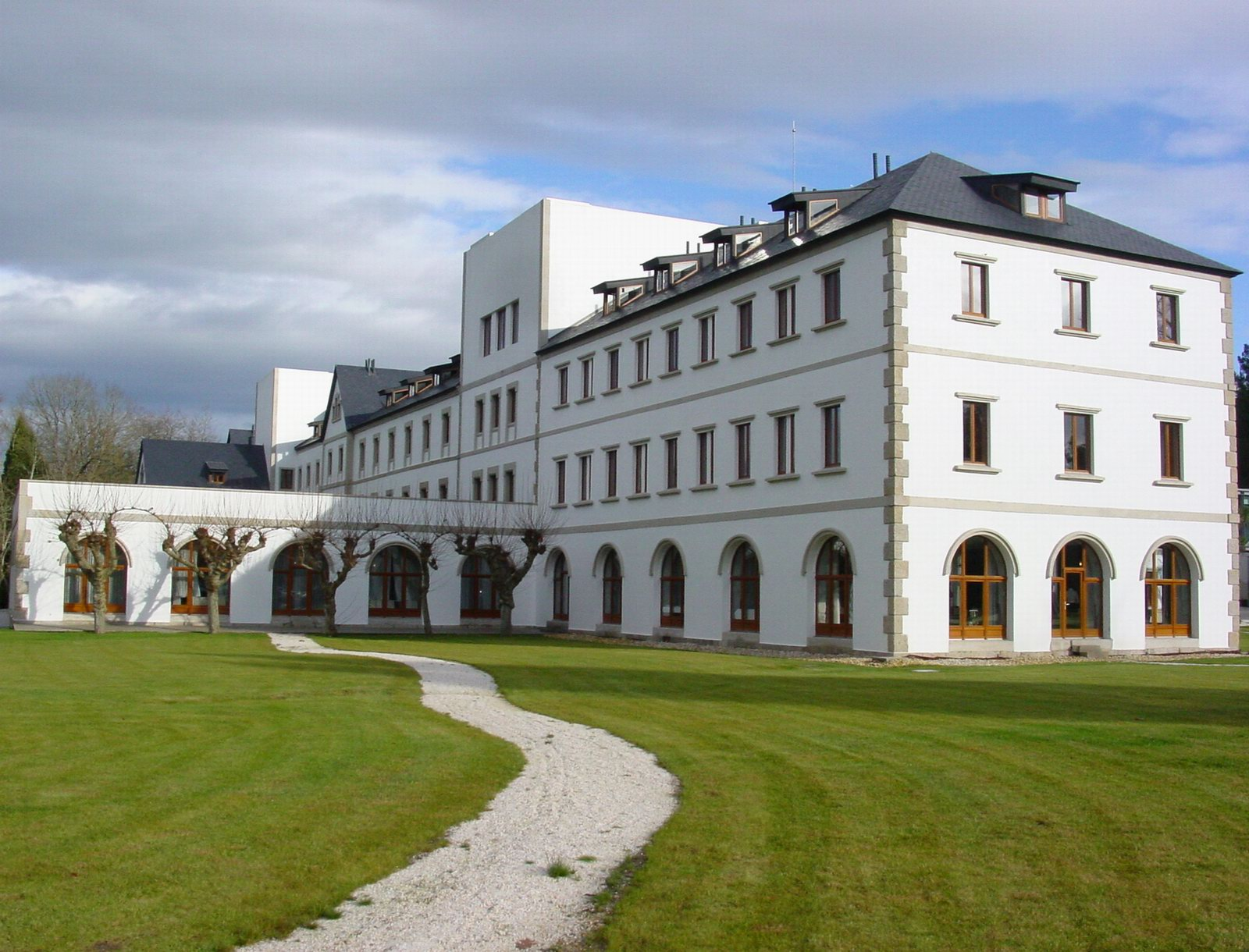
Balneari de Guitiriz, a Galícia

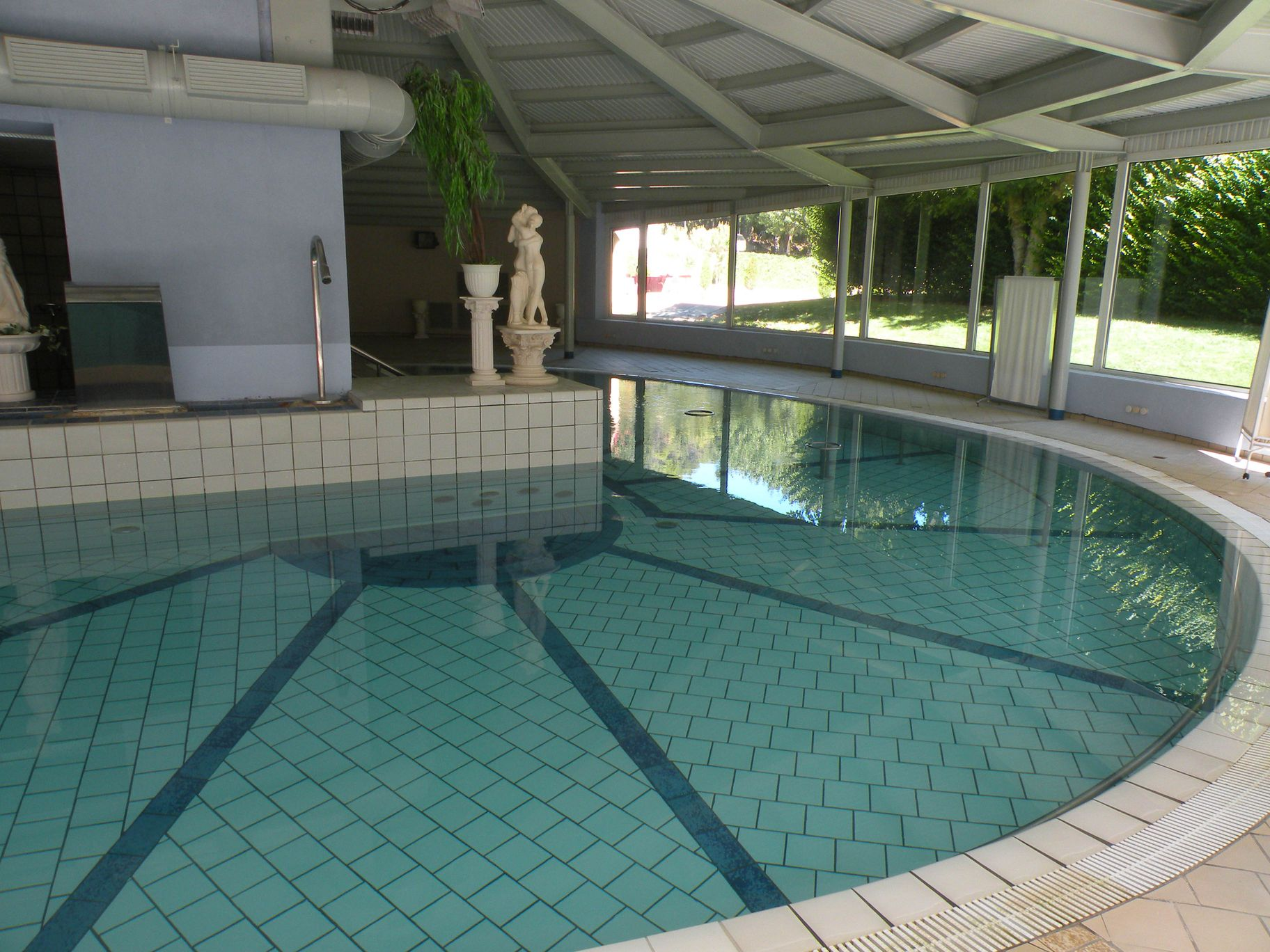
Piscina interior d'aigua mineral. Balneari de Vallfogona de Riucorb.

Un balneari és un lloc dedicat al repòs i la curació a través de la utilització de les aigües, sobretot les termals i minerals, sovint amb un edifici per a l'allotjament. També es pot anomenar així el lloc d'oci situat a la vora del mar, rius i llacs, on es pot practicar el campisme i la natació. El nom prové del llatí: balneum (bany).
Algunes de les tècniques que s'utilitzen en els balnearis a més de les piscines termals són banys amb algues, banys amb fang, banys de pell de taronja, inhalació de vapors, hidromassatge, dolls d'aigua, circuits contra corrent, etc. En el cas dels balnearis marins, el conjunt de tècniques hidrosaludables es diuen talassoteràpia.
Les instal·lacions es completen amb altres serveis per a la cura de la salut com massatges diversos, saunes (turca, finlandesa, etc.), raig uva, solàrium, gimnàs, llits d'aigua, tractaments de bellesa, etc.
Quan no és possible que estigui en llocs amb cursos d'aigua natural termal, s'utilitzen banyeres amb aigua escalfada. S'hi poden afegir atraccions aquàtiques com tobogans (o aquatubs), llacs artificials per a rem, piscines amb ones artificials, rius de diferents corrents generades també de manera artificial, i d'altres efectes d'entreteniment.

## Balnearis a Catalunya
- Alcarràs
- Balneari de Caldes (Caldes d'Estrac)
- Cardó (Benifallet)
- Banhs de Tredòs (Naut Aran)
- Banys de Les (Vall d'Aran)
- Banys de Molig (Molig)
- Banys de Sant Vicenç (Pont de Bar)
- Caldes de Boí
- Codina (Tona)
- Font Pudosa (Banyoles)
- Nossa
- Prats (Caldes de Malavella)
- La Puda
- Roqueta (Tona)
- Segalers (Tona)
- Termes Orion (Santa Coloma de Farners)
- Vallfogona de Riucorb
- Ullastres (Tona)
- Vichy Catalàn (Caldes de Malavella)
- Vilajuïga